# Fabian Åkerström
Fabian Åkerström, född 14 december 1988, är en svensk bordtennisspelare. Han spelar 2022 för Halmstad BTK. Fabian åkerström är känt för sitt kortnabb i backhand. Han har vunnit 1 SM guld och 2 SM silver. Fabian började med kortnabb i tidig ålder och har fortsatt med det sen dess. I dagsläget är Fabian tränare för Halmstad BTK.

## Sportkarriär
Åkerström har tidigare spelat i Lyckeby BTK, Frej Växjö och BTK Rekord och TTC Frickenhausen..
SM i singel:
2009 - Omgång 3, förlust 2-4 mot Johan Sondell.
2010 - Åttondelsfinal, förlust 1-4 mot Fredrik Håkansson
2011 - Utanför topp 16
2012 - Åttondelsfinal, förlust 1-4 mot Jens Lundqvist
2013 - SVENSK MÄSTARE
1) 4–1 mot Jimmy Jin, Söderhamns UIF (9,8,9,–10,8)
2) 4–1 mot Andreas Engblom, KFUM Kristianstad BTF (5,8,–7,7,6)
3) 4–3 mot Jörgen Persson, Halmstad BTK (–9,7,8,9,–10,–9,9)
4) 4–1 mot Peter Nilsson, BTK Kävlinge (–8,9,9,7,9)
5) 4–1 mot Hampus Nordberg, Söderhamns UIF (6,–1,5,5,8)
6) 4–2 mot Jens Lundquist, Söderhamns UIF (7,–6,8,–8,8,9)
2014 - Omgång 2, förlust 3-4 mot Peter Nilsson)
VM
2010 i Moskva - LAG
Elva i lag (3-3 i kvot)
2013 i Paris (omgång 1) - INDIVIDUELLT
  1) 4-0 Rustam Aliyev, Azerbaijan, 11–8, 11–1, 11–3, 11–8 (gruppspel)
  2) 4-2 Mohamed Gueye, Senegal, 11–6, 8–11, 12–10, 6–11, 11–9, 11–7 (gruppspel)
  3) 4-1 Gencay Menge, Turkiet 8–11, 11–6, 11–8, 11–2, 11–9 (kvalomgång 1)
  4) 4-3 Janos Jakab, Ungern 4–11, 7–11, 11–8, 11–9, 7–11, 11–7, 11–7 (kvalomgång 2)
  5) 0-4 Zhang Jike, Kina 5-11, 1-11, 10-12, 7-11
EM
2009 i Stuttgart
Omg 1 i singel, kval i dubbel, åtta i lag (2-2 i kvot)